# Sarathy Korwar
Sarathy Korwar (* um 1991) ist ein amerikanischer Jazzmusiker (Tabla, Schlagzeug, Komposition).

## Leben und Wirken
Korwar wurde in den USA als Sohn klassischer indischer Sänger geboren, wuchs aber in Ahmedabad und Chennai in Indien auf. Er begann im Alter von zehn Jahren Tabla zu spielen, beschäftigte sich aber 15-jährig insbesondere mit Jazz. Mit 17 Jahren zog er nach Puna, um ein Studium der Umweltwissenschaften zu absolvieren. Währenddessen intensivierte er das Tablalernen unter der Leitung von Rajeev Devasthali und übertrug seine Fähigkeiten auf das westliche Schlagzeug, um als Sessionmusiker zu spielen. Nach Abschluss seines Studiums wollte er eine Karriere in der Musik verfolgen und zog nach London, wo er sich unter der Leitung von Sanju Sahai zum klassischen Tablaspieler ausbildete und 2011 mit einem Master von der School of Oriental and African Studies abging.
Korwar arbeitete in der Londoner Jazzszene mit Shabaka Hutchings und Cara Stacey zusammen und spielte mit dem Klarinettisten Arun Ghosh, aber auch mit Karl Berger und Ingrid Sertso; als Sessionmusiker war er 2016 auch mit Kamasi Washington unterwegs. Mit einem Stipendium der Steve Reid Foundation entwickelte er die Musik für sein Debütalbum Day to Day (Ninjatune 2016), das Hip-Hop aus Mumbai ebenso wie Siddigesänge und -rhythmen einbezog. 2018 folgte das Live-Album My East Is Your West, auf dem er mit dem UPAJ Collective Werke des psychodelischen Jazz der frühen 1970er Jahre neu interpretierte, 2019  More Arriving. Er ist auch auf dem Album Journey to the Mountain of Forever des Duos Binker & Moses und mit der Gruppe Emanative zu hören.